# Петровская (Краснодарский край)
Петро́вская — станица в Славянском районе Краснодарского края.
Административный центр Петровского сельского поселения.

## География
Станица расположена в дельте Кубани, в 22 км северо-западнее Славянска-на-Кубани, где расположена ближайшая железнодорожная станция.

## Социальная сфера
- СОШ 29, ООШ 9,30,31
- ДОУ 23,25.52
- 2 сельских Дома культуры
- 2 сельских клуба
- 2 сельских и детская библиотека
- ДШИ и ЦРТДиЮ
- ДЮСШ
- Стадион
- Петровская участковая больница
- Фельдшерско-акушерский пункт
- 3 аптеки
- Ветеринарный пункт
- отделение Почтовой связи
- отделение Сбербанка

## История
Коренное селение было основано в 1823 году, станица с 1842 года. Входила в Темрюкский отдел Кубанской области.
20.03.1920 создан ревком. 12.07.1920 создана комсомольская организация. 1921 создан Совет рабочих, крестьянских, красноармейских и казачьих депутатов.

## Население
| 1890 | 1939    | 1959    | 1979    | 2002    | 2010    | 2021    |
| ---- | ------- | ------- | ------- | ------- | ------- | ------- |
| 8798 | ↗10 722 | ↘10 161 | ↗11 111 | ↗13 170 | ↗13 554 | ↘13 088 |

## Известные уроженцы
- Храпко Василий Лазаревич (1913—1980) — полный кавалер ордена Славы[8].
- Кузуб Павел Стефанович (1924—1943) — Герой Советского Союза[9]
- Науменко Вячеслав Григорьевич (1883—1979) — боевой офицер, участник Первой мировой и Гражданской войны в рядах Белой армии.

## Достопримечательности
- Свято-Георгиевский храм. Архивировано из оригинала 16 октября 2011 года.

## Образование
На данный момент в станице действуют 4 школы: СОШ № 29 имени П. С. Кузуба, ООШ № 9, № 30, № 31.